# Sympho-Nick
Sympho-Nick é um grupo ucraniano, composto por Amalia Krymskaya, Sofiya Kutsenko e Marta Rak. O grupo irá representar a Ucrânia no Festival Eurovisão da Canção Júnior 2014, com a canção "Pryyde vesna"

## Integrantes
- Amalia Krymskaya - Amalia (em ucraniano: Амалія Кримська) nasceu a 27 de Setembro de 2002 (12 anos) em Simferopol, Crimeia.
- Sofiya Kutsenko - Sofiya (em ucraniano: Софія Куценко) nasceu a 27 de Agosto de 2002 (12 anos) em Kharkiv, Ucrânia.
- Marta Rak - Marta (em ucraniano: Марта Рак) nasceu a 29 de Janeiro de 2001 (13 anos) em Lviv, Ucrânia.